# Digénite
La digénite est un minéral sulfure de cuivre de formule : Cu9S5. La digénite est un minéral opaque noir à bleu foncé qui cristallise dans une structure trigonale de classe ditrigonale-scalénoédrique. Son habitus est habituellement massif, mais il présente souvent des formes pseudo-cubiques. Il a un clivage pauvre à indistinct et une cassure fragile. Il a une dureté de 2,5 à 3 et une densité de 5,6. On le trouve dans les gisements de sulfure de cuivre d'occurrences primaire et supergène. Il est typiquement associé avec et souvent en intercroissance avec la chalcocite, la covellite, la djurleite, la bornite, la chalcopyrite et la pyrite. Le topotype est Sangerhausen, Thuringe, Allemagne, dans des dépôts de schiste cuivreux.

## Occurrence
La digénite se trouve dans la zone de transition d'oxydation supergène de dépôts primaires de sulfure, à l'interface entre les zones de saprolite supérieure et inférieure. C'est rarement un minéral important des gisements de cuivre, car il est le plus souvent remplacé par la chalcocite plus haut dans le profil d'altération, et il est un produit mineur de dégradation de la chalcopyrite primaire. La digénite naturelle contient toujours une petite quantité de fer et est considérée comme stable uniquement dans le système Cu-Fe-S.
Dans les gisements Deflector et Deflector West Cu-Au lode de la Gullewa Greenstone Belt, Australie-Occidentale, la digénite est un constituant important du minerai de transition Cu-Au. Cependant, elle est difficile à traiter métallurgiquement et reste un type de minerai réfractaire. Dans cette localité, la digénite est associée à la covellite, la chalcocite et la bornite.
Elle fut décrite pour la première fois en 1844 à partir du topotype de Sangerhausen, Saxe-Anhalt en Allemagne. Le nom est dérivé du grec digenus signifiant de deux origines, en référence à sa ressemblance étroite avec la chalcocite et la covellite.

## Polymorphes de la digénite
Il existe trois polymorphes de digénite : haute température, métastable et basse température. Une série complète de solution solide existe entre la digénite haute température et la berzélianite Cu2−xSe (x ~ 0.12).
La digénite haute température est stable au-dessus de 73 °C, son groupe d'espace est Fm3m, ses paramètres de maille sont a = 5.57 Å et Z = 1, de formule Cu7.2−xS4. La digénite haute température est isostructurelle avec la bornite Cu5FeS4.
La digénite métastable se forme au refroidissement en dessous de 73 °C. Elle est de symétrie cubique, de groupe d'espace Fd3m et a = 27.85 Å. Cependant, cette symétrie est due au maclage en petits domaines de symétrie rhomboédrique, trigonal -3m, groupe ponctuel de symétrie R-3m, a = 3.92 Å, c = 48 Å, Z = 15 de formule Cu1.8S. La digénite métastable se transforme progressivement en digénite basse température stable, ou en un mélange d'anilite Cu7S4  et de djurleite Cu31S16.
La digénite basse température est cubique, de groupe d'espace Fd3m et a = 27.85 Å, c'est-à-dire le même que celui du polymorphe métastable, Z = 4, de formule Cu1.8S.